# Antiblemma concinnula
Antiblemma concinnula là một loài bướm đêm thuộc họ Erebidae. Nó được tìm thấy ở Guadeloupe, St. Kitts, Dominica, Grenada, Trinidad, Surinam và Brasil. Nó cũng được tìm thấy ở Florida.
Sải cánh dài 18–20 mm.